# Bilstain
Bilstain (en wallon Blistin ; en allemand Bilstein, déformation de Bilistein; en néerlandais Bilsteen) est une section de la ville belge de Limbourg, située actuellement en Région wallonne dans la province de Liège.
C'était une commune à part entière avant la fusion des communes de 1977.

## Toponymie
Le nom Bilisten désignant le village actuel est cité pour la première fois en 1125. Ce nom signifie roche (germ. -staina) en saillie (germ. bili-). Il est possible que ce nom se réfère au promontoire rocheux (appelé localement « nez de Napoléon », dans le bois Saint-Jacques) non loin duquel se trouve le village. Ce bois fut donné par Thiebaut de Foran pour le salut de son âme à l'église Saint-Jacques-en-Ile de Liège à proximité de laquelle il est enterré. Le bois, devenu propriété de l'abbaye Saint-Jacques, acquit de cette manière son nom actuel.

## Géographie
Bilstain est divisé en une partie haute et une partie basse. Il n'y a aucune route asphaltée reliant directement les deux parties du village qui ne passe par une autre section de commune (Dolhain) ou une autre commune. Cette situation crée également une différence d'identité entre les habitants du village haut qui se considèrent Bilstaintois, tandis que de nombreux habitants de la partie basse se raccrochent préférentiellement à Dolhain.
Le village est limitrophe des communes de Welkenraedt, Baelen et Dison.
L'ensemble paysager où se situe le village est appelé l'Entre-Vesdre-et-Meuse.

### Partie haute
Bilstain est situé entre le plateau faiblement vallonné du pays de Herve et la vallée de la Vesdre. La partie haute du village se trouve majoritairement sur le plateau de Welkenraedt, région faiblement vallonnée dont la majeure partie du paysage agricole est composée de prairies (93 % contre 7 % de terres arables). Contrairement au reste du pays de Herve, les parcelles ne sont pas disposées en bocage à cause de la présence de clôtures, propres à l'évolution des techniques agricoles, remplaçant partiellement les haies d'aubépines.
Le village est composé d'une partie principale et de nombreux hameaux. L'ancien village s'étendait entre le Chenay et les abords de l'église, en passant par l'actuelle Calabosse. Cette voie assez ancienne reliait la forteresse de Limbourg, ancienne capitale du Duché de Limbourg vers l'actuelle route nationale N3 reliant Liège à Aix-la-Chapelle. Une nouvelle route a permis une déviation du cœur du village aux rues étroites. Le long de cette nouvelle route, ainsi que le long de l'extension de la rue originelle vers le nord se trouvent de nombreuses maisons relativement récentes. Les récentes constructions ont tendance à s'éloigner du cœur du village (développement en extension).
À côté de cela, on trouve les hameaux du Bayau, de Wooz (Wô), de Villers, ... ainsi que de plusieurs maisons et anciennes fermes dispersées sur le reste du territoire du village haut.
Le village comporte deux châteaux, au Hoyoux et à Villers (dont on trouve des traces depuis 1338). Un troisième château, le château Laverne, fut détruit en 1944. 
Le territoire de la section comprend également deux parties boisées (alors que celles-ci sont relativement rares sur le plateau de Herve et plus précisément le plateau de Welkenraedt). Il s'agit de la forêt domaniale du Grünhaut, au nord du village, et le bois Saint-Jacques situé à l'ouest. Le bois du Grünhaut est séparé en deux parts par les liaisons autoroutières et ferroviaires (TGV) reliant Liège à Aix-la-Chapelle. 
En 2007, à la suite de nombreux problèmes de mobilité, des comités de quartier se sont créés avec l'objectif de défendre l'aspect rural du village.

### Partie basse
La partie basse du village se situe dans les vallonnements herbagers de la Vesdre, séparée de la partie haute par le relief prononcé du bois St-Jacques. Elle est l'extension de la ville de Limbourg le long de la Vesdre vers l'ouest. Elle comprend des habitations, ainsi qu'une gare, un karting, et plusieurs commerces.
L'entrée dans la partie basse du village par Dolhain n'est pas indiquée et se situe au niveau du pont sur la Vesdre lorsque l'on quitte Dolhain vers Verviers. Les habitations sont construites principalement en extension et en cité résidentielle le long de la route principale.
Vers l'ouest, au confluent de la Vesdre et du ru de Bilstain, se trouve le hameau de Bellevaux juste avant l'entrée dans le territoire de la ville de Verviers.

## Évolution démographique
- Sources : INS, Rem. : 1831 jusqu'en 1970 = recensements, 1976 = nombre d'habitants au 31 décembre.

## Histoire
En 1145, une chapelle existe déjà à l'emplacement de l'actuelle église. Cette chapelle était dédiée à sainte Gertrude et rattachée à la paroisse de Goé. La chapelle deviendra église au début du XVIIe siècle et sera alors dédiée à saint Roch. L'église, pillée en 1678 par des soldats français, sera notamment restaurée en 1734-1740 puis à nouveau en 1913 (construction de l'actuelle sacristie). L'horloge du clocher fut changée durant les années 2000.

## Patrimoine et culture

### Patrimoine architectural
La chapelle en l'honneur de Saint-Roch fut construite antérieurement à 1740 à la suite des épidémies de peste ayant ravagé la région. Elle fut rénovée et agrandie en 1760, date qui figure sur la chapelle actuellement. Des festivités furent organisées à la chapelle en 2010 en l'honneur des 250 ans depuis la rénovation. Le 22 août 2010, la procession en l'honneur de Saint-Roch accueilli le 2e régiment de zouaves de Walcourt, ainsi que les Trompes de l'Hertogenwald. Plusieurs calèches furent également présentes pour transporter les personnes les plus âgées. La statue de Saint-Roch  conservée à l'église Saint-Roch prit également part à la procession pour la première fois depuis plusieurs décennies. Au total, plus de 350 personnes y participèrent. Le village fut pour l'occasion décoré en de nombreux endroits par les habitants.

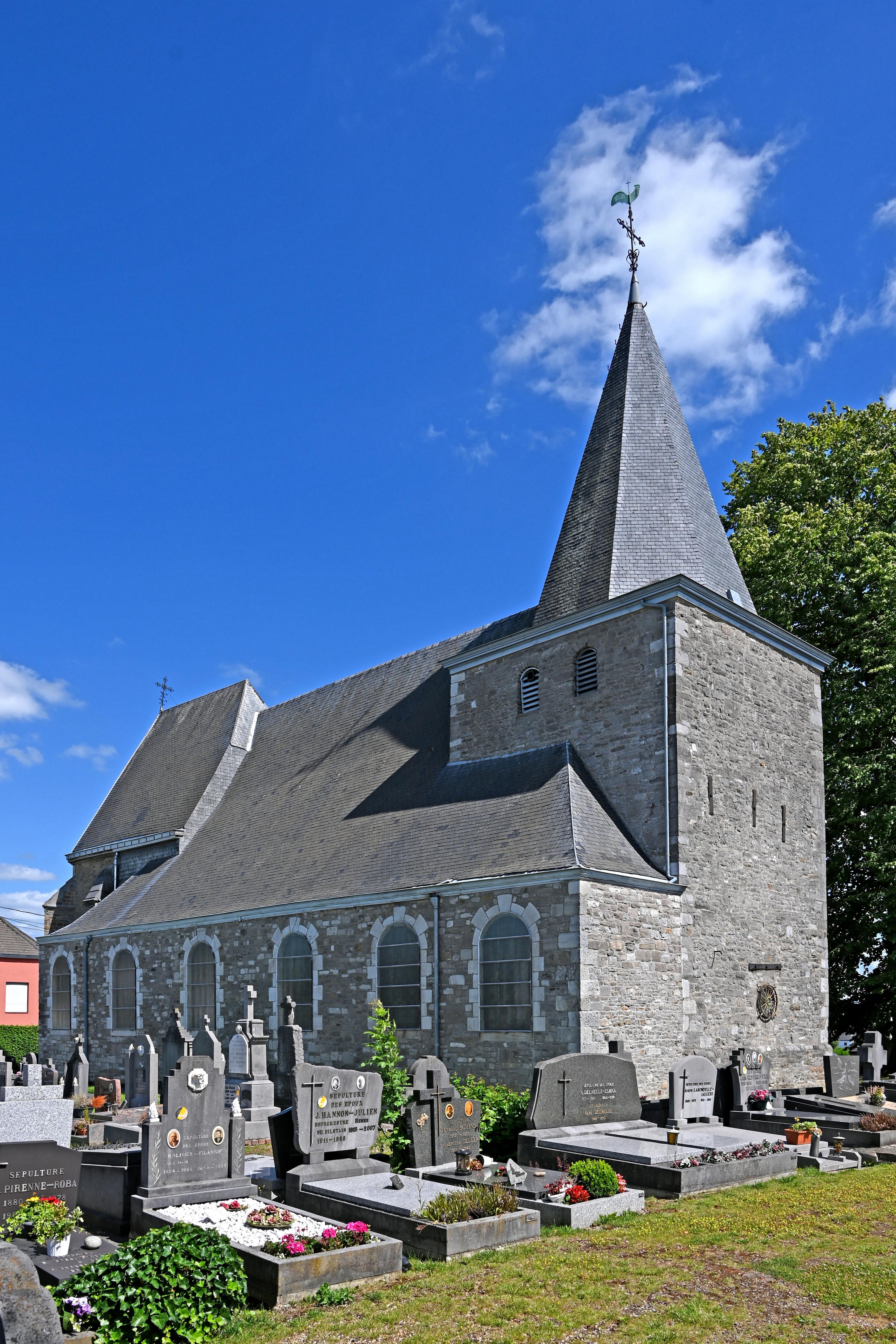
Église Saint-Roch
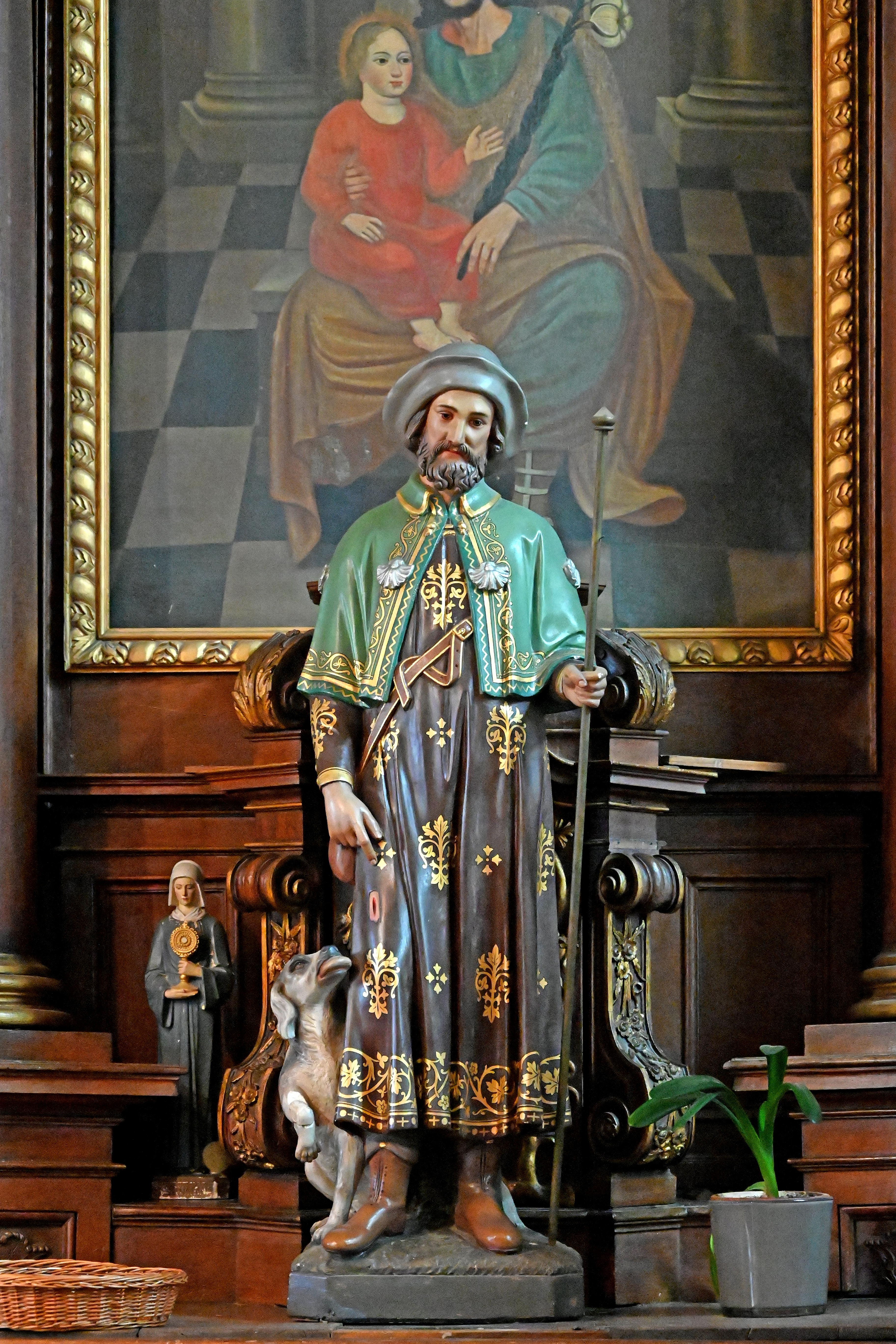
Statue de Saint-Roch
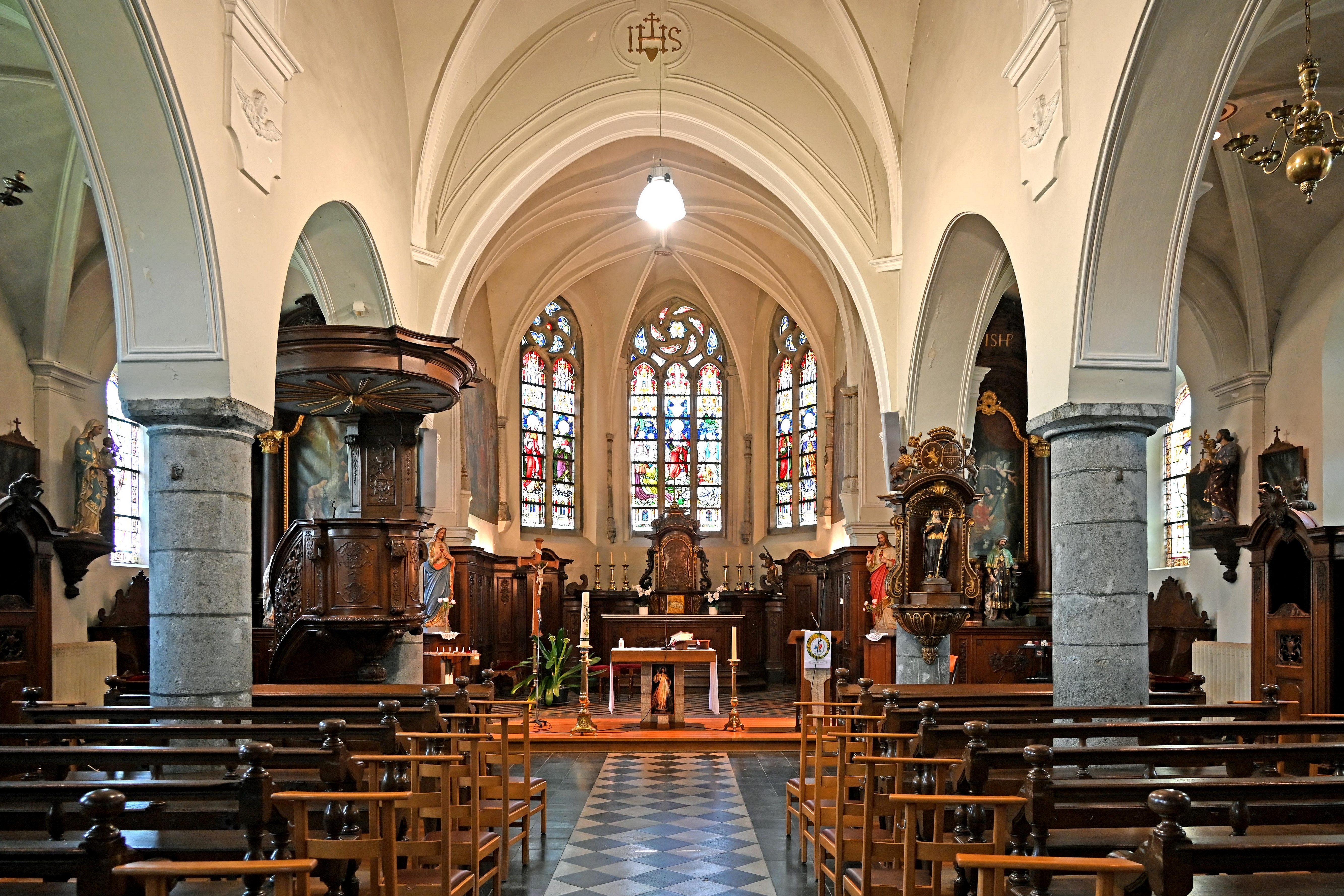
Intérieur, vue sur l'autel
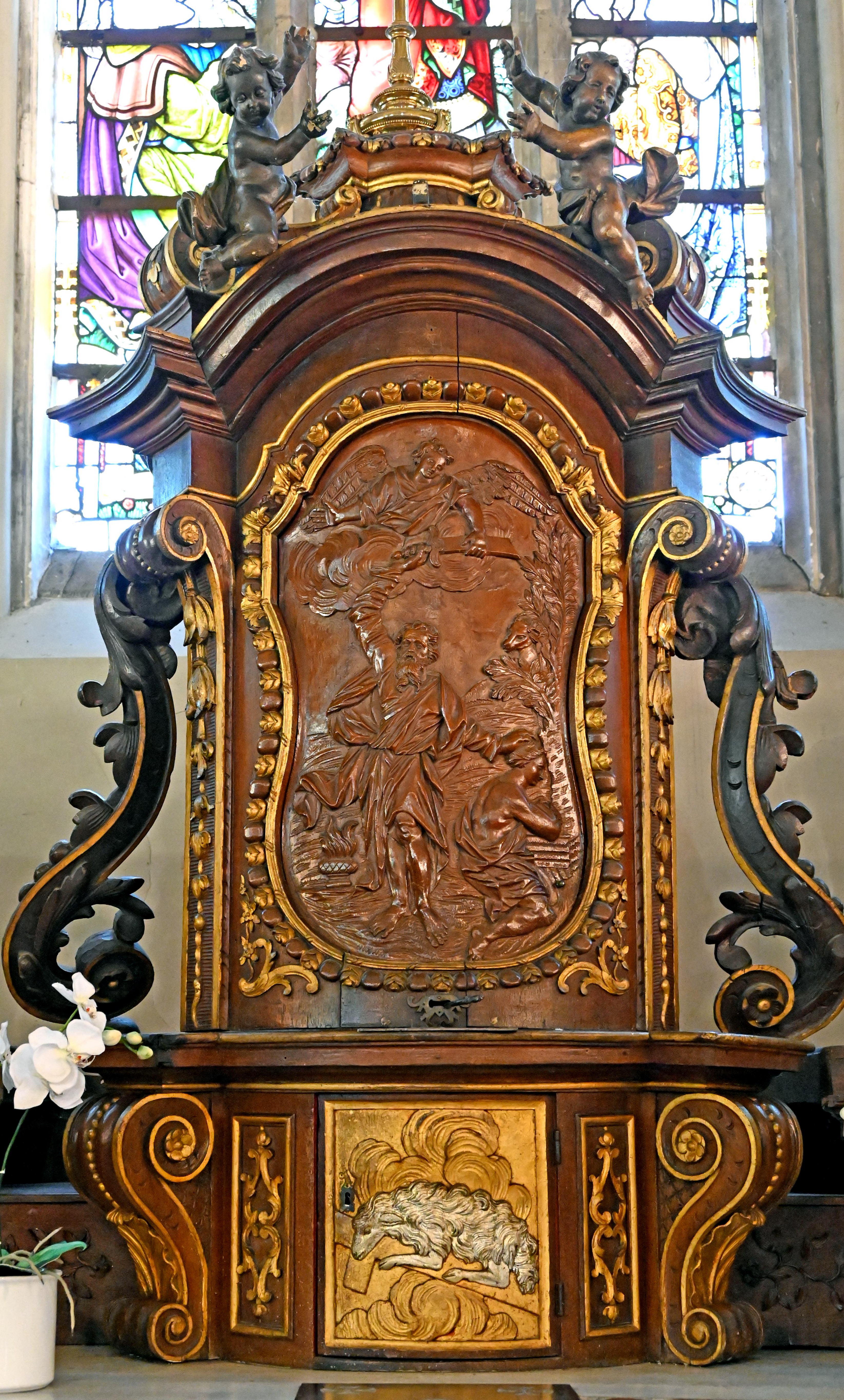
Maître-autel, détail
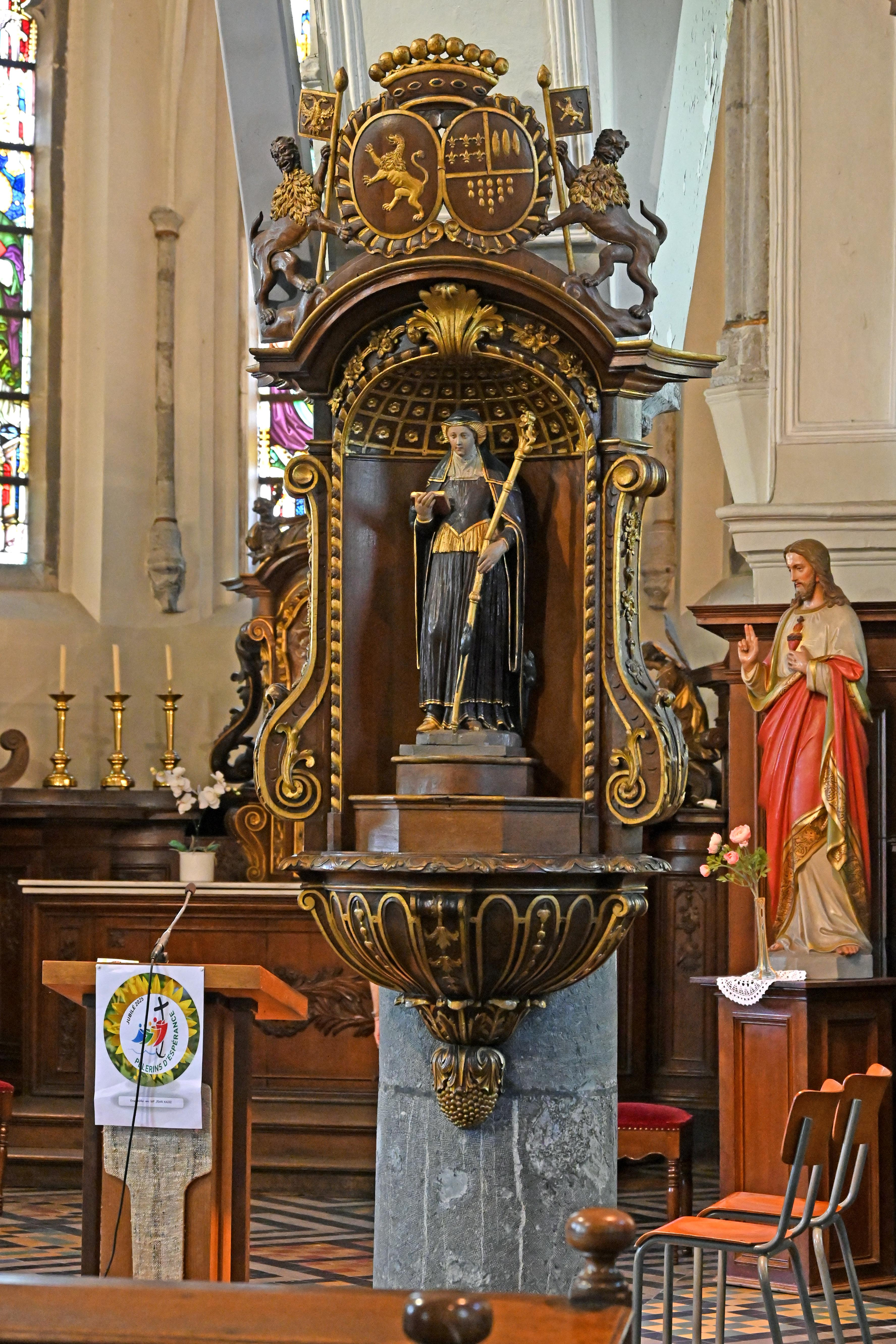
Niche avec statue de Sainte Gertrude
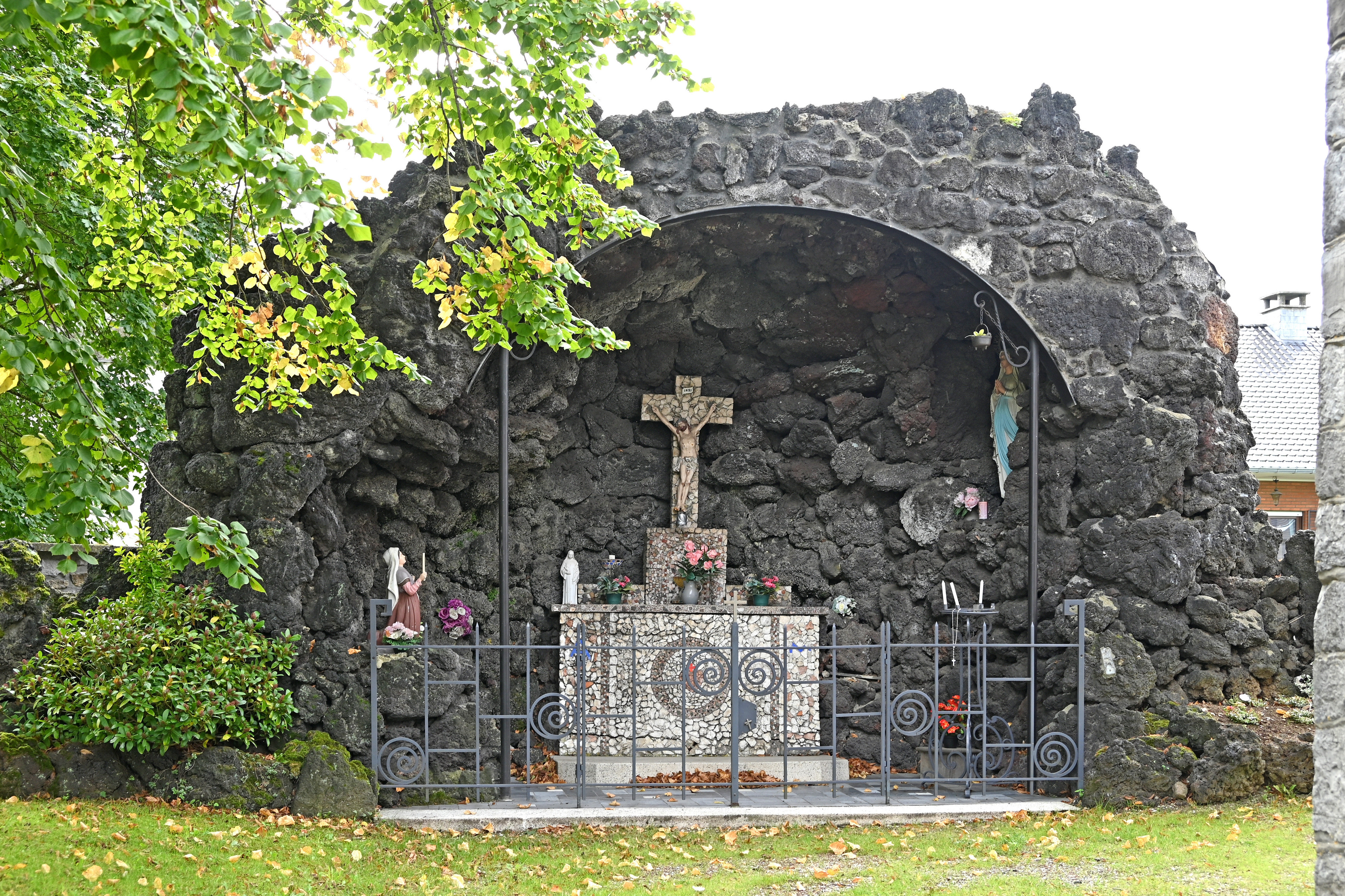
Grotte de Lourdes à Saint-Roch
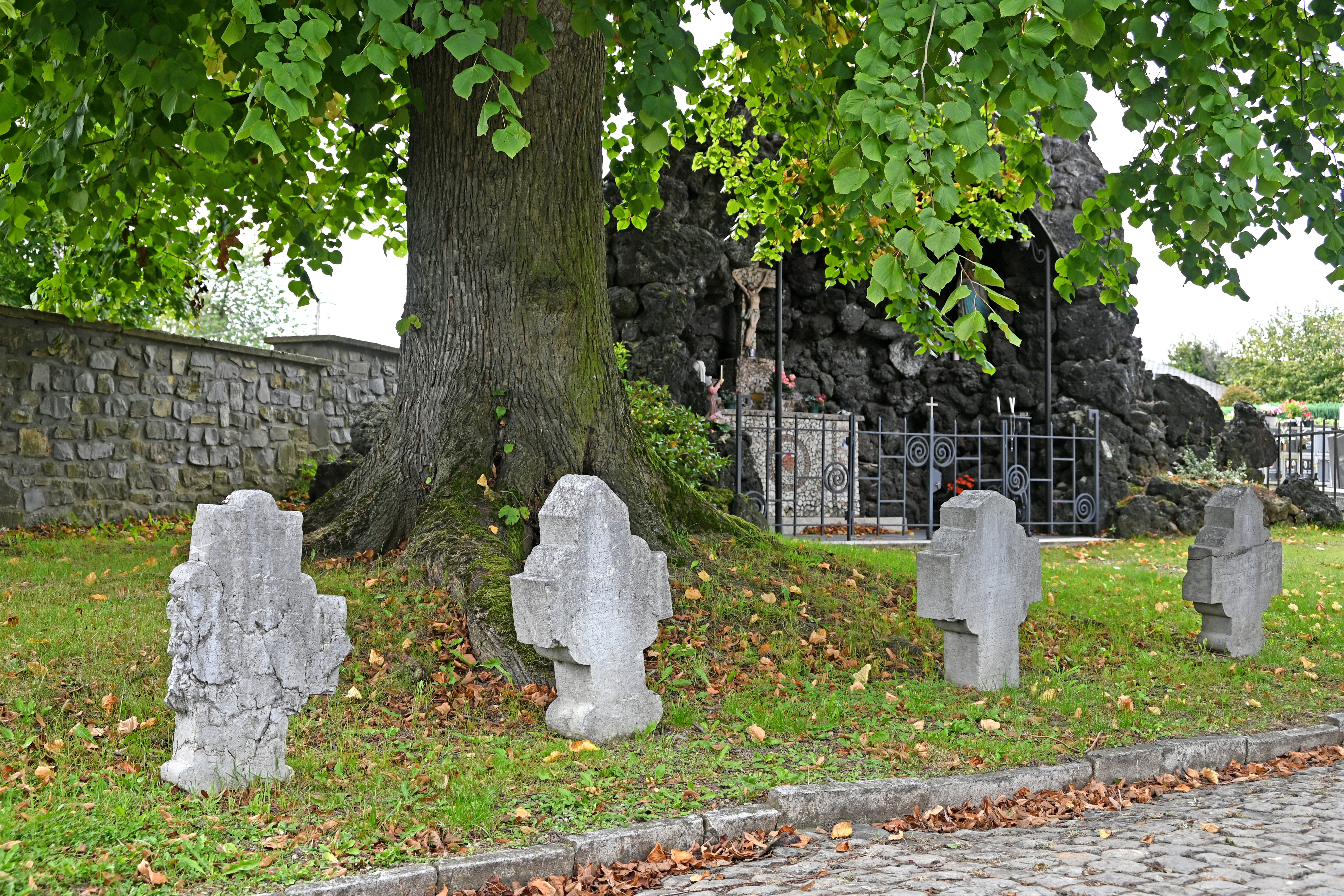
Anciennes croix funéraires
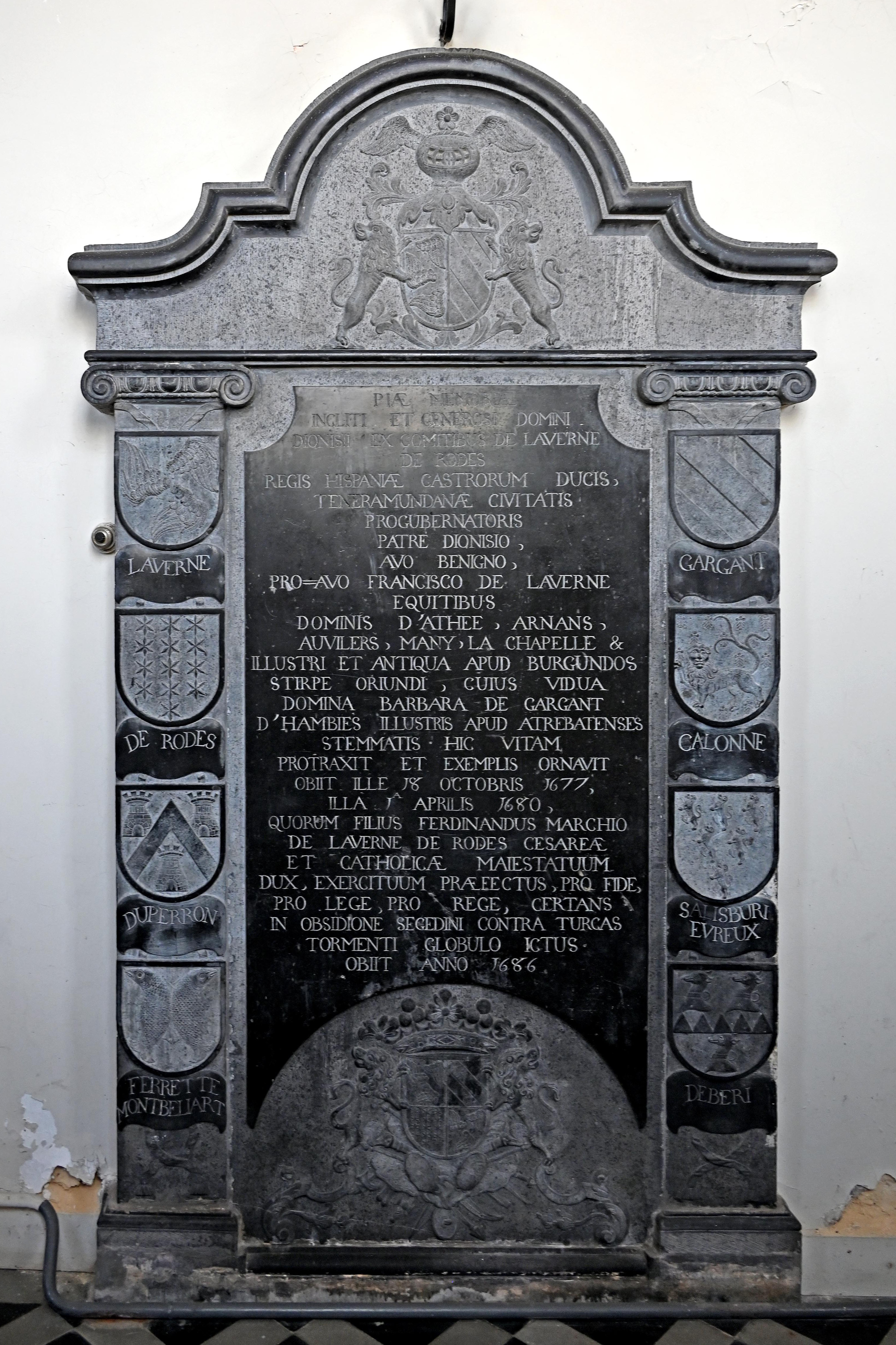
Épitaphe Francisco de Laverne (1677)
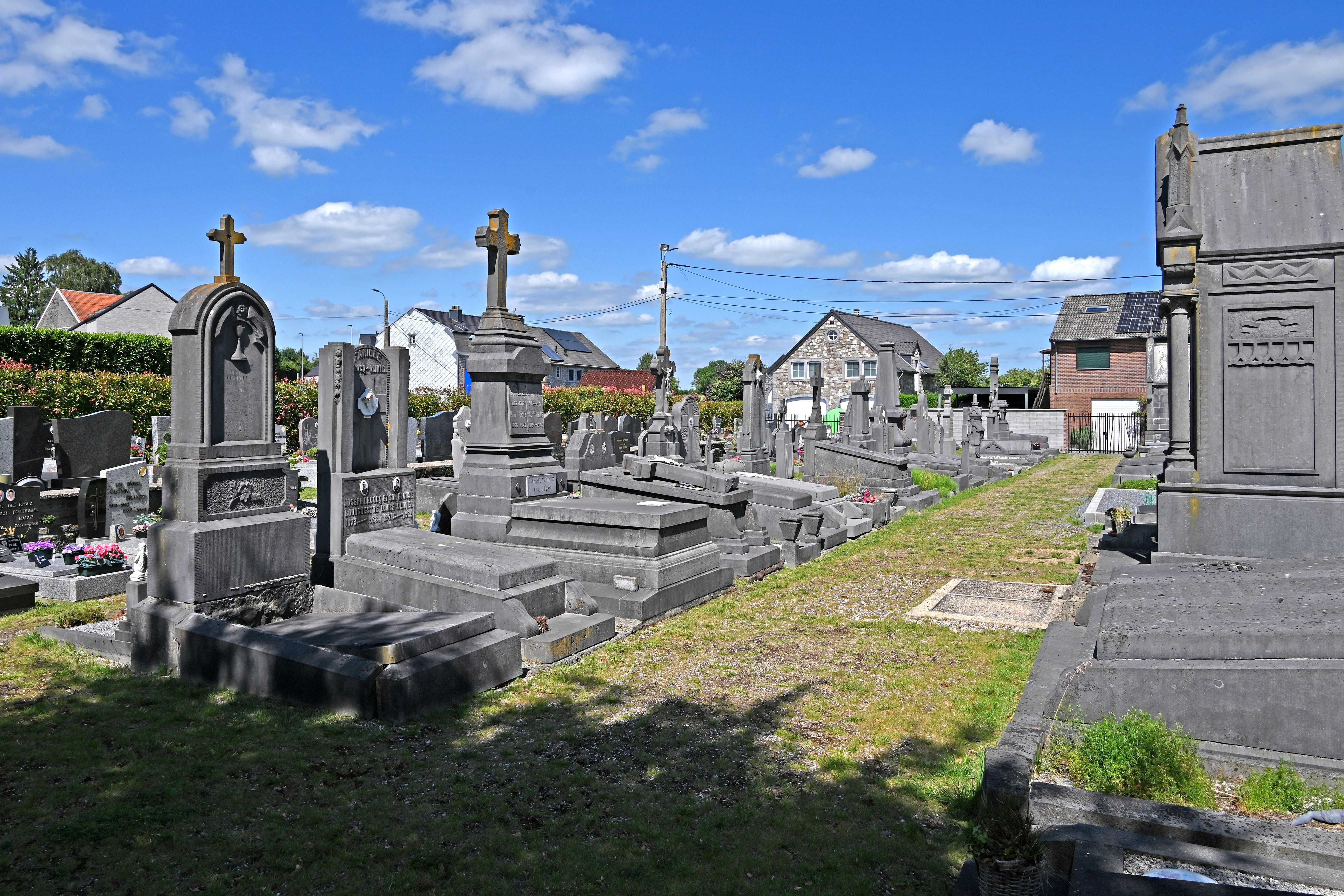
Cimetière de St. Roch
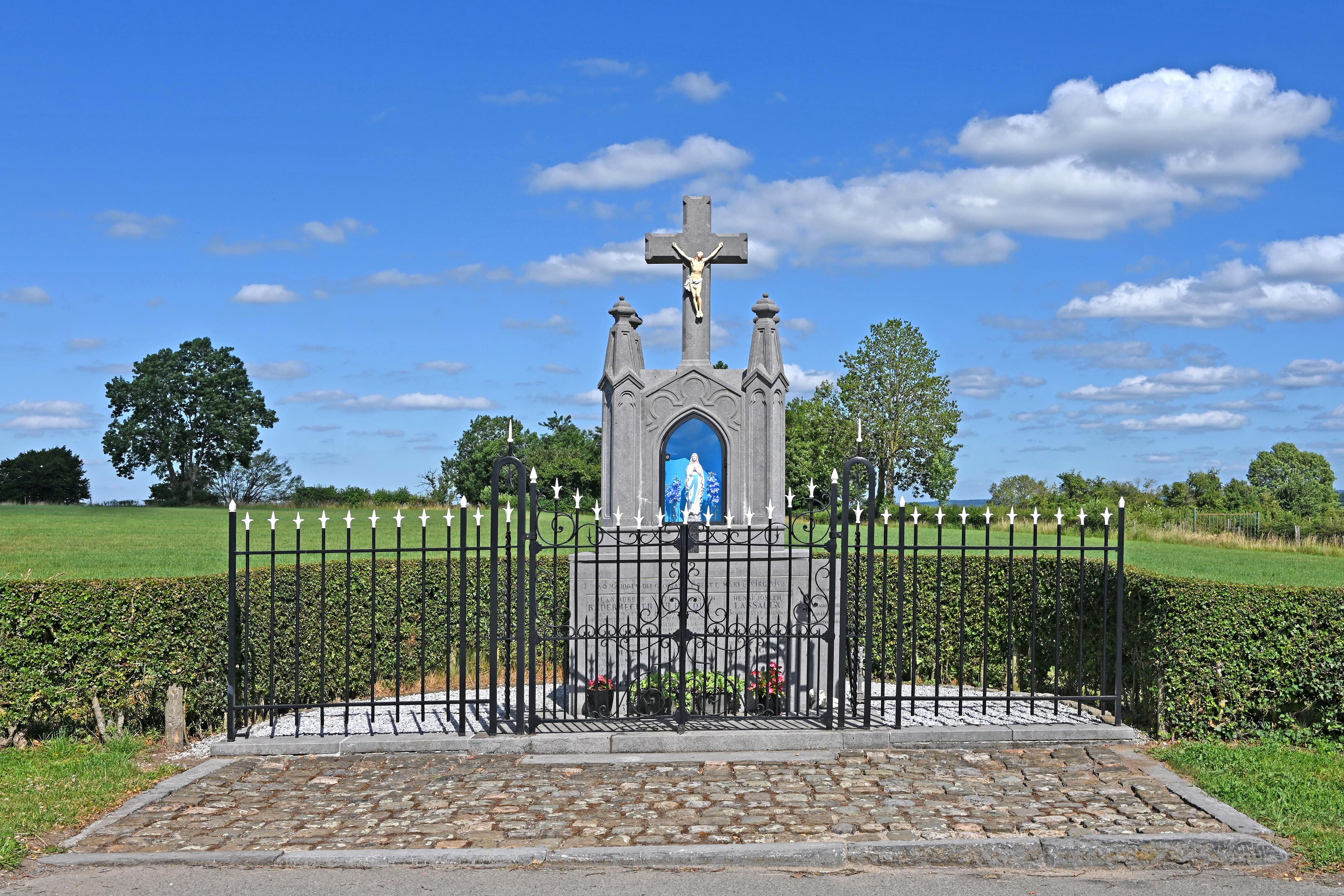
Rue Grande Terre, calvaire de 1887

### Culture et folklore
La Royale Jeunesse Bilstaintoise est une association créée le 24 juin 1894, similaire à un syndicat d'initiative, organisant notamment la fête du village se déroulant les deux week-ends après le 15 août, avec une procession en l'honneur de Saint Roch jusqu'à la chapelle dédiée au saint, située dans les prairies au lieu-dit Houyoux. La Jeunesse possède la Salle de la Jeunesse, située partie haute et construite en 1951.
La Royale Jeunesse Bilstaintoise n'accepte initialement que les hommes à partir de leur quinzième année. En 2007, pour la première fois, les filles sont admises comme membres à part entière de la Jeunesse. Durant l'année, l'association organise plusieurs soirées ainsi que la fête annuelle, durant les deux weekends suivant le 15 août. Ces dates sont dues à la présence d'une neuvaine religieuse suivant le 15 août, durant laquelle les fidèles se rendent à la chapelle Saint-Roch pour une messe quotidienne durant neuf jours, soit du 16 au 24 août inclus. L'activité de la Jeunesse est variée et à la suite d'un concours inter-quartiers qu'elle organisa en 2013, le château d'eau local en décrépitude (bien que toujours utilisé) fût décoré par la peinture de plusieurs fleurs orange, qui furent visible jusqu'à sa destruction en 2016. La décoration du village est devenue une activité thématique biannuelle.

## Économie
Le village est fortement agricole, essentiellement la production de lait de viande de fromage et de lait bio à la ferme du Bougnou. On y trouve également de l'élevage de porcs et de poulets. On peut noter également le Domaine Trial-Enduro, site mondialement connu pour la pratique du motocross. Le domaine accueille également une piste de karting outdoor, tandis qu'une piste indoor existe dans la partie basse du village.
La gare Dolhain-Gileppe, située sur le territoire bilstaintois, est un arrêt local de la ligne Liège-Welkenraedt. En raison de la réfection des voies de chemin de fer, la gare va être abandonnée et transférée vers l'ouest, à proximité du viaduc situé au Thier de Villers. Cette réfection a débuté en 2009 et requiert une tranchée couverte, dont les déblais sont entassés sur un terril qui marque le paysage de la vallée au niveau de Dolhain. Ce transfert est désormais fini et depuis 2013 la gare de Dolhain-Gileppe se trouve sur la partie haute du village, le long de la rue Thier de Villers joignant Dolhain et Bilstain haut.